# 100 Streets
Pour plus de détails, voir Fiche technique et Distribution.
100 Streets est un film britannique réalisé par Jim O'Hanlon et sorti en 2016.

## Synopsis
Histoires de trois personnages qui vont se rencontrer à Londres pour des raisons particulières et dans des circonstances improbables.

## Fiche technique
- Titre original et français : 100 Streets
- Réalisation : Jim O'Hanlon
- Scénario : Leon F. Butler
- Photographie : Philipp Blaubach
- Montage : Mark Eckersley et Chris Gill
- Musique : Paul Saunderson
- Production : Leon F. Butler, Pippa Cross, Idris Elba et Ros Hubbard
- Société de production : CrossDay Productions Ltd., Green Door Pictures, Kreo Films FZ, West Fiction Films et What's the Story
- Société de distribution : Vertigo Films et Samuel Goldwyn Films
- Pays de production : Royaume-Uni
- Langue originale : anglais
- Format : couleur – 1.85 : 1 – son Dolby Digital
- Genre : drame
- Dates de sortie : 
  - États-Unis : 8 juin 2016 (Los Angeles Film Festival)
  - Royaume-Uni : 11 novembre 2016

## Distribution
- Idris Elba : Max
- Gemma Arterton : Emily
- Franz Drameh : Kingsley
- Charlie Creed-Miles : George
- Ken Stott : Terence
- Kierston Wareing : Kathy
- Tom Cullen : Jake
- Samantha Barks : Lotte
- Emma Rigby : Rose
- Ryan Gage : Vincent
- Steven Mackintosh : Gordon
- Raad Rawi : le père de Jahmal
- Jamie Foreman : Perry
- Adam Bakri : Jahmal
- Jo Martin : Marie
- John Inverdale :
- Kyran Bracken :